# Ga Hangangjin
Ga Hangangjin (Tiếng Hàn: 한강진역, Hanja: 漢江鎭驛) là ga tàu điện ngầm trên Tuyến số 6 của Tàu điện ngầm Seoul. Nhà ga nằm ở ngã ba Bukhannam, Hannam-dong, Yongsan-gu, Seoul.

## Lịch sử
- 15 tháng 12 năm 2000: Tàu điện ngầm Seoul tuyến số 6 mở đoạn giữa Eungam và Sangwolgok, nhưng không có chuyến tàu nào dừng lại
- 9 tháng 3 năm 2001: Bắt đầu kinh doanh với việc khai trương

## Bố trí ga
| Itaewon ↑    |
| \| W/B       |
| ↓ Beotigogae |

| Hướng Tây  | ● Tuyến 6 | ← Hướng đi Eungam   |
| Hướng Đông | ● Tuyến 6 | → Hướng đi Sinnae → |

## Xung quanh nhà ga
- Đại sứ quán Panama tại Hàn Quốc
- Đại sứ quán Ghana tại Hàn Quốc
- Đại sứ quán Gabon tại Hàn Quốc
- Đại sứ quán Sierra Leone tại Hàn Quốc
- Đại sứ quán Ukraine tại Hàn Quốc
- Đại sứ quán Bỉ tại Hàn Quốc
- Đại sứ quán Lào tại Hàn Quốc
- Đại sứ quán Thụy Sĩ tại Hàn Quốc
- Đại sứ quán Thái Lan tại Hàn Quốc
- Đại sứ quán Belarus tại Hàn Quốc
- Đại sứ quán Maroc tại Hàn Quốc
- Đại sứ quán Paraguay tại Hàn Quốc
- Đại sứ quán Myanmar tại Hàn Quốc
- Đại sứ quán Ý tại Hàn Quốc
- Đại sứ quán Bulgaria tại Hàn Quốc
- Bảo tàng nghệ thuật Samsung Leeum
- Blue Square
- Hộp cảnh sát Hannam 2
- Trung tâm an ninh Hannam 2
- Cao đẳng nghề nữ Hannam
- Trường tiểu học Hannam
- Trung tâm Giáo dục Kỹ thuật Trung tâm Seoul
- Trung tâm phúc lợi hành chính Hannam 2 đồng
- Trung tâm phúc lợi hành chính Hannam-dong
- TS Entertainment
- Công ty Cổ phần Vận tải Seoul Hangangjin Annex
- Đến Itaewon